# Peter Blackburn
Peter Blackburn (* 25. März 1968 in Ballarat) ist ein australischer Badmintonspieler. 

## Karriere
Peter Blackburn nahm 1996 in Atlanta und 2000 in Sydney an Olympischen Spielen teil. 1996 wurde er im Doppel mit Paul Staight und im Mixed mit Rhonda Cator jeweils 9. 2000 wurde er mit David Bamford im Herrendoppel sowie mit Rhonda Cator im Mixed 17. in der Endabrechnung. Erfolgreicher war er bei den Australian International, die er von 1989 bis 1998 mehrfach gewann. 2002 siegte er bei der Ozeanmeisterschaft.

## Sportliche Erfolge
| Saison | Veranstaltung                 | Disziplin    | Platz | Name                                  |
| ------ | ----------------------------- | ------------ | ----- | ------------------------------------- |
| 1989   | Australian International      | Herrendoppel | 1     | Peter Blackburn / Gordon Lang         |
| 1991   | New Zealand Open              | Herrendoppel | 1     | Peter Blackburn / Darren McDonald     |
| 1991   | New Zealand Open              | Mixed        | 1     | Peter Blackburn / Lisa Jayne Campbell |
| 1992   | Australian International      | Herrendoppel | 1     | Peter Blackburn / Mark Nichols        |
| 1993   | Australian International      | Herrendoppel | 1     | Peter Blackburn / Mark Nichols        |
| 1994   | Australian International      | Herrendoppel | 1     | Peter Blackburn / Mark Nichols        |
| 1995   | Australian International      | Herrendoppel | 1     | Peter Blackburn / Paul Staight        |
| 1995   | South Australia International | Herrendoppel | 1     | Peter Blackburn / Paul Staight        |
| 1995   | Auckland International        | Herrendoppel | 1     | Peter Blackburn / Paul Staight        |
| 1996   | Australian Open               | Mixed        | 1     | Peter Blackburn / Rhonda Cator        |
| 1996   | Olympia                       | Herrendoppel | 9     | Peter Blackburn / Paul Staight        |
| 1996   | Olympia                       | Mixed        | 9     | Peter Blackburn / Rhonda Cator        |
| 1997   | Australian International      | Herrendoppel | 1     | David Bamford / Peter Blackburn       |
| 1998   | Australian International      | Mixed        | 1     | Peter Blackburn / Rhonda Cator        |
| 1998   | Australian International      | Herrendoppel | 1     | David Bamford / Peter Blackburn       |
| 1998   | Auckland International        | Herrendoppel | 1     | David Bramford / Peter Blackburn      |
| 1998   | Auckland International        | Mixed        | 3     | Peter Blackburn / Rhonda Cator        |
| 1999   | Fiji International            | Herrendoppel | 1     | Peter Blackburn / Denis Constantin    |
| 1999   | Fiji International            | Mixed        | 1     | Peter Blackburn / Rhonda Cator        |
| 1999   | Waikato International         | Herrendoppel | 1     | David Bamford / Peter Blackburn       |
| 1999   | Waikato International         | Mixed        | 1     | Peter Blackburn / Rhonda Cator        |
| 1999   | Auckland International        | Herrendoppel | 1     | David Bamford / Peter Blackburn       |
| 2000   | Olympia                       | Herrendoppel | 17    | Peter Blackburn / David Bamford       |
| 2000   | Olympia                       | Mixed        | 17    | Peter Blackburn / Rhonda Cator        |
| 2002   | Ozeanienmeisterschaft         | Herrendoppel | 1     | Peter Blackburn / Murray Hocking      |